# Фернандо Фадер
Фернандо Фаде́р (ісп. Fernando Fader; нар. 11 квітня 1882, Бордо — пом. 28 лютого 1935, Кордова) — аргентинський живописець.

## Біографія
Народився  11 квітня 1882 року. У 1900—1904 роках навчався в Німеччині у Мюнхенській академії мистецтв.
Помер 28 лютого 1935 року.

## Творчість
Під час навчання зазнав впливу німецького імпресіонізму і очолив цей напрямок в Аргентині: серія «Життя одного дня» (Музей в Росаріо).

### Галерея

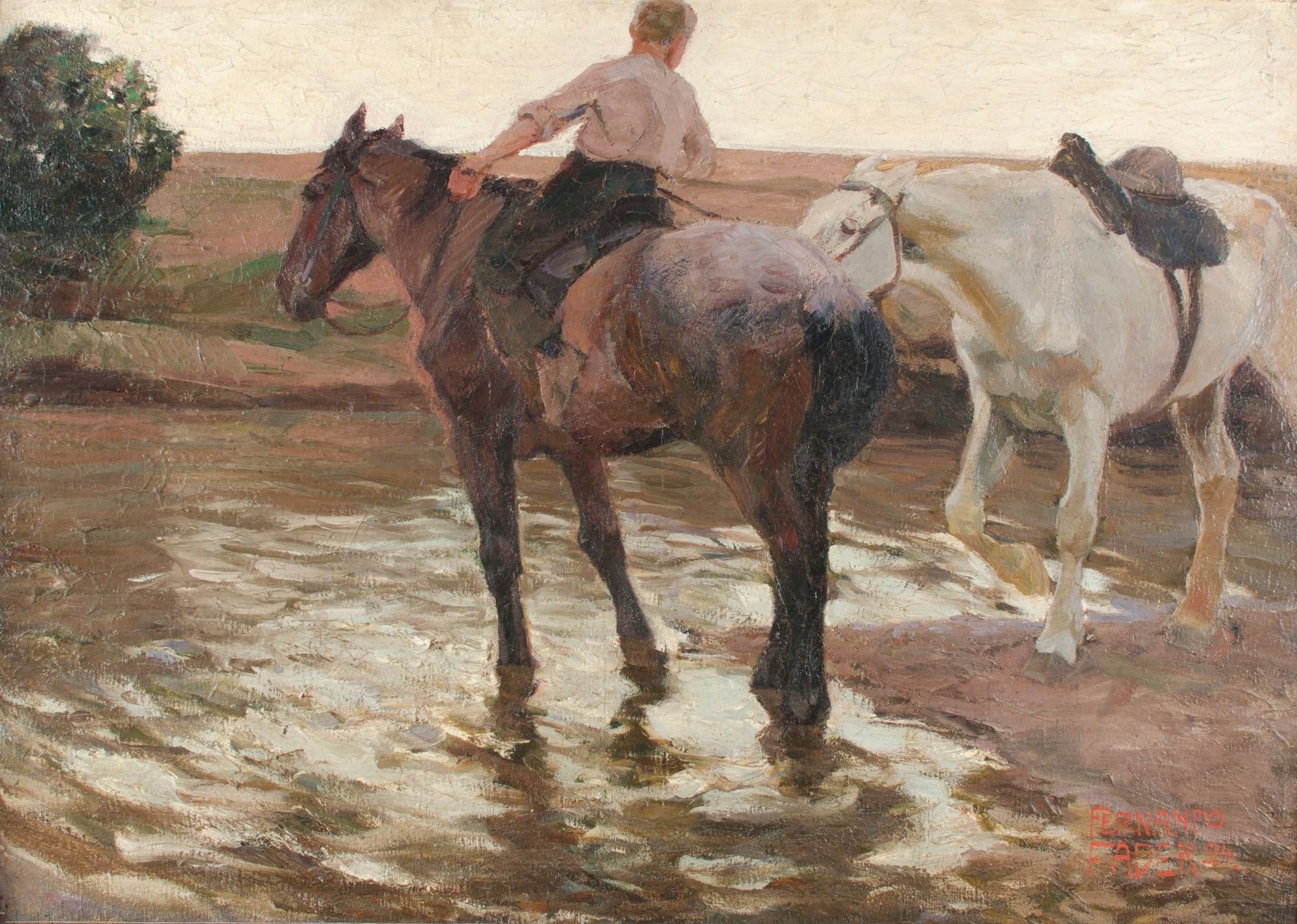
Коні, 1904.
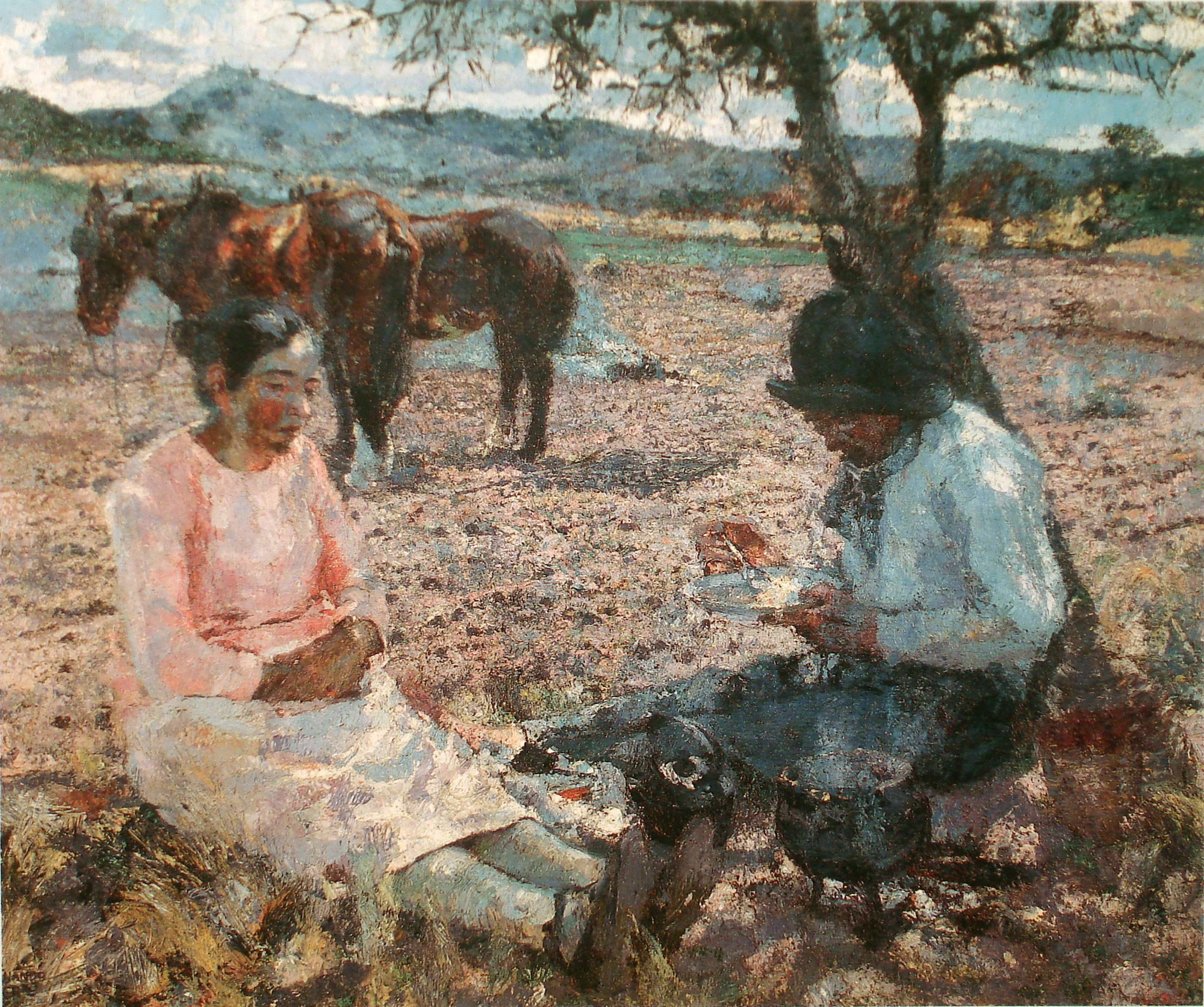
Ласуни рисовим пудингом, 1927.
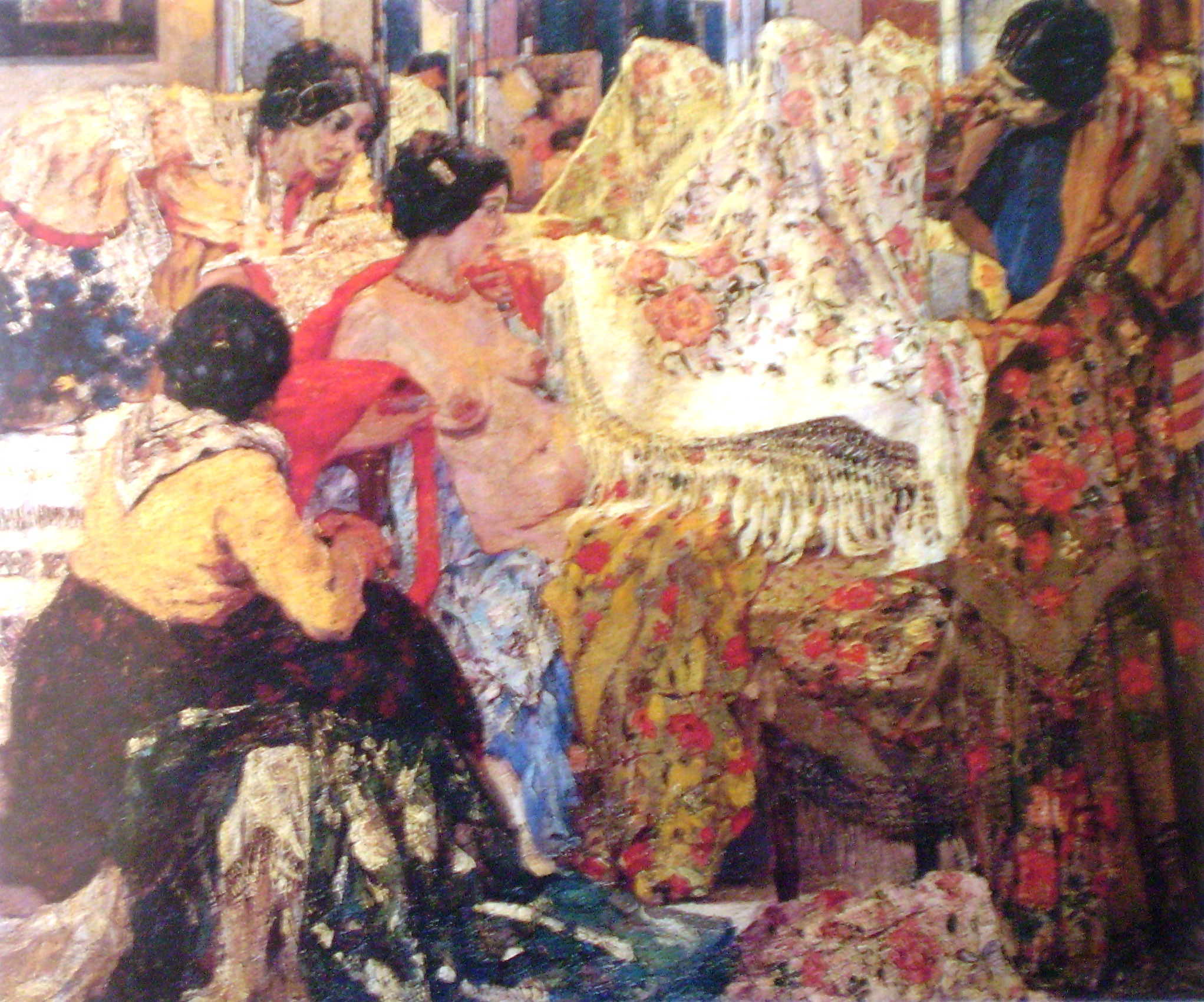
Конопляна тканина, 1914